# Husayin Norchayev
Husayin Norchayev (* 6. Februar 2002 in Yakkabogʻ) ist ein usbekischer Fußballspieler.

## Karriere

### Verein
Aus der Jugend von Nasaf Karschi ging Norchayev Anfang Januar 2020 fest in den Kader der ersten Mannschaft über. Im Februar 2023 wechselte er nach Russland zu Alanija Wladikawkas. Im Februar 2024 wurde er an den usbekischen Verein FK Neftchi Fargʻona verliehen.

### Nationalmannschaft
Nach Einsätzen für die U19 und die U21 kam Norchayev ab März 2022 für die usbekische U23 zum Einsatz. Hier gehörte er zum Kader bei der U23-Asienmeisterschaft 2022, wo er in allen Partien seiner Mannschaft zum Einsatz kam. Am Ende unterlag er mit dieser im Finale gegen Saudi-Arabien mit 0:2. Bei diesem Turnier erzielte er zwei Toren und bereitete ein weiteres vor. Bei der U23-Asienmeisterschaft 2024 kam er in allen Spielen seines Teams zum Einsatz, erzielte drei Tore und gab eine Vorlage. Erneut erreichte man das Finale, welches diesmal mit 0:1 gegen Japan verloren ging. Dies reichte jedoch dafür aus, dass sich seine Mannschaft erstmals in ihrer Geschichte für das Turnier bei den Olympischen Sommerspielen 2024 qualifizierte.
Mit einer Olympiaauswahl bestritt er zuvor schon das Fußballturnier der Asienspiele 2022, bei dem er mit seinem Team die Bronzemedaille gewann. Er kam bei fünf von sechs möglichen Spielen zum Einsatz, erzielte zwei Treffer und machte einen Assist.
Sein Debüt für die A-Nationalmannschaft gab er am 9. Oktober 2021, als er bei einem 5:1-Freundschaftsspielsieg gegen Malaysia in der Startelf stand. Hierbei bereitete er das 1:0 von Dostonbek Hamdamov in der 17. Minute vor und erzielte nach einer Vorlage von Farrukh Sayfiev sein erstes eigenes Länderspieltor.